# Paul Ohlmeyer
Paul Ohlmeyer (* 10. Januar 1908 in Münster; † 31. Januar 1977 in Tübingen) war ein deutscher Chemiker.

## Leben
Nach dem Chemiestudium wurde Ohlmeyer 1933 in  Berlin bei Hans Pringsheim zum Dr. phil. promoviert. Ab 1934 war er wissenschaftlicher Assistent am Institut für Physiologie des Kaiser-Wilhelm-Instituts für Medizinische Forschung in Heidelberg. Dort erfolgte 1940 an der Medizinischen Fakultät die Habilitation mit einer Arbeit zum Thema „Zum Co-Fermentsystern der Gärung“. 1948 wurde er zum außerplanmäßigen Professor ernannt und wurde Direktor am Leibniz-Kolleg der Universität Tübingen.